# Hipparchia wyssii
Hipparchia wyssii is een vlinder uit de onderfamilie Satyrinae van de familie Nymphalidae (aurelia's). De wetenschappelijke naam is voor het eerst geldig gepubliceerd in 1889 door Christ.
De soort komt voor in Europa, meer bepaald op de Canarische Eilanden.